# Nicolai Boilesen
Nicolai Møller Boilesen (Ballerup, 16 februari 1992) is een Deens voormalig profvoetballer die doorgaans speelde als verdediger. Boilesen maakte in 2011 zijn debuut in het eerste elftal van AFC Ajax. Uiteindelijk speelde hij net iets meer dan 70 wedstrijden in de Amsterdamse hoofdmacht. Hij verruilde Ajax in augustus 2016 voor FC Kopenhagen. Boilesen speelde in 2011 zijn eerste interland in het Deens voetbalelftal. In mei 2025 maakte hij bekend te stoppen met voetballen, nadat hij al langer kwakkelde met zijn fysieke gesteldheid.

## Clubcarrière

### Jeugd
Boilesen begon met voetballen bij Lille Hema IF in zijn geboorteplaats, waar hij werd gescout door Skovlunde IF. Dat verruilde hij in 2004 voor de jeugdopleiding van Brøndby IF. Hier debuteerde hij nooit in het eerste elftal, maar speelde hij zich wel in Denemarken -19 en Denemarken -21.

### AFC Ajax
Boilesen verruilde de jeugd van Brøndby in 2010 voor die van Ajax. Landgenoot Christian Eriksen speelde hier op dat moment ook. Ajax hoefde Brøndby alleen opleidingskosten te betalen voor de linksachter. In Amsterdam tekende Boilesen een contract dat hem tot 30 juni 2013 aan de club verbond. In de jeugd van Ajax begon Boilesen niet goed: hij raakte geblesseerd. Na zijn herstel groeide hij uit tot een vaste waarde in Ajax A1 en speelde hij wedstrijden in Jong Ajax.
Voor het seizoen 2010/11 kreeg Boilesen het rugnummer 32 toegewezen. Dit rugnummer gold voor het eerste elftal. Op 3 april 2011 maakte hij zijn debuut in de hoofdmacht van Ajax, thuis tegen Heracles Almelo, als invaller direct voor de rust, voor Daley Blind.
In het seizoen 2011/12 was Boilesen de eerste wedstrijden van de competitie de vaste linksback bij Ajax. Maar in de wedstrijd tegen PSV in september 2011 liep Boilesen in een sprintduel om de bal met Jeremain Lens een hamstringblessure op. Boilesen was er tot met 17 februari uit. In het duel met PSV was Boilesen niet de enige Ajacied die vroegtijdig het veld moest verlaten. Ook Vurnon Anita verliet het veld, hij met een gekneusde enkel. Anita's blessure was minder heftig en zodra hij weer fit was, nam Anita samen met Dico Koppers de linksbackpositie over van Boilesen in de tijd dat hij geblesseerd was. Zijn eerste wedstrijd na zijn blessure was niet meteen bij Ajax maar bij Jong Ajax. Hij speelde met Jong Ajax uit tegen Jong ADO Den Haag en won met 0-7. Boilesen scoorde de 0-4 en speelde ongeveer 60 minuten. Na dit optreden werd hij meteen weer door Frank de Boer opgenomen in de wedstrijdselectie voor het duel tegen Manchester United. Boilesen startte niet in de basis in dit duel, maar viel in voor Koppers. Na deze wedstrijd had Boilesen weer last van zijn hamstring. Hierdoor was hij opnieuw 3 tot 4 weken geblesseerd en kon hij niet spelen. Tijdens de training op 16 april kreeg hij opnieuw te maken met een terugslag, waardoor hij in het seizoen 2011/12 niet meer in actie kwam voor Ajax. Op 18 februari 2013 maakte hij zijn rentree bij Jong Ajax. Hij speelde één helft mee tegen Jong NAC (1-0 winst).
Nadat Boilesen het hele seizoen 2012/13 niet meer in actie was gekomen maakte hij op 27 juli 2013 zijn rentree in de wedstrijd om de Johan Cruijff Schaal (3-2 winst) waar hij in de 106e minuut in het veld kwam voor Daley Blind. Op 8 augustus 2013 speelde Boilesen de hele wedstrijd mee met Jong Ajax in de Jupiler League uit bij FC Oss (2-0 verlies). Op 18 september 2013 stelde Frank de Boer Nicolai Boilesen verrassend op als linksbuiten in de UEFA Champions League wedstrijd uit tegen FC Barcelona. Boilesen speelde de hele wedstrijd als linksbuiten maar kon niet voorkomen dat Ajax met 4-0 verloor. Boilesen scoorde op 10 november 2013 zijn eerste officiële doelpunt voor Ajax in de Eredivisie uitwedstrijd tegen N.E.C. scoorde hij in de 28e minuut de 2-0, 2 minuten eerder gaf Boilesen de assist op de 1-0 van Siem de Jong.
In de voorbereiding op het seizoen 2014/15 benoemde De Boer Boilesen tot derde aanvoerder achter Niklas Moisander en Daley Blind. In de Eredivisie thuiswedstrijd tegen Go Ahead Eagles op 25 oktober 2014 droeg Boilesen de aanvoerdersband, omdat captain Moisander was gepasseerd ten faveure van Stefano Denswil.
Tijdens de voorbereiding op het nieuwe seizoen kreeg Boilesen rugnummer 17 toegewezen en ging zijn nummer 5 naar John Heitinga. Ook zou hij niet meer tot de eerste drie aanvoerders behoren. Op 14 augustus 2015 gaf trainer Frank de Boer aan dat er voor Boilesen geen plek meer zou zijn bij zowel de selectie van de hoofdmacht als die van Jong Ajax. De reden hiervoor zou zijn afwijzing zijn van een contractverlenging die Ajax hem deed, waarbij hij recht had op het maximale salaris. Boilesen gaf aan zichzelf rijp te achten voor een stap hogerop. Eerder werd Mitchell Dijks al gehaald als zijn opvolger. Boilesen moest zich vervolgens beperken tot meetrainen bij Jong Ajax. Het hele seizoen 2015/16 speelde Boilesen geen enkel officieel duel voor Ajax noch Jong Ajax. Jaap Stam, de trainer van Jong Ajax, gaf aan Boilesen graag te willen opstellen, maar werd hierin belemmerd door De Boer. Tijdens de winterse transferperiode wist Boilesen geen nieuwe club te vinden. Hierdoor besloot hij om zijn contract bij Ajax tot de zomer van 2016 uit te dienen en daarna op zoek te gaan naar een nieuwe club.
In totaal speelde Boilesen 73 wedstrijden voor het eerste elftal van Ajax en scoorde een keer  voor Jong Ajax speelde Boilesen 14 wedstrijden en scoorde 2 keer.

### FC Kopenhagen
In augustus 2016 werd Nicolai Boilesen gecontracteerd door FC Kopenhagen, waarmee hij terugkeerde naar Denemarken.  In het seizoen 2016/17 kwam hij slechts zeven keer in actie in de competitie, maar kon hij met Kopenhagen wel de Deense kampioenstitel vieren. In zijn tweede jaar bij de grootste club van Denemarken groeide Boilesen uit tot een vaste basisspeler. Hij speelde 31 competitiewedstrijden en stond bijna elke wedstrijd in de basis, meestal als linksback. Door een 4-1 overwinning in de play-offs tegen Aarhus GF plaatste FC Kopenhagen zich voor de UEFA Europa League. Nicolai Boilesen behield zijn basisplaats op de linksbackpositie en na overwinningen op Kuopion PS, UMF Stjarnan, CSKA Sofia en Atalanta Bergamo plaatste zijn club zich voor de groepsfase van de UEFA Europa League, waar ze met één overwinning werden uitgeschakeld. In de competitie kon hij in zijn derde jaar in de Deense hoofdstad zijn tweede overwinning van de Deense kampioenstitel vieren. 
In het seizoen 2019/20 was Boilesen lange tijd uitgeschakeld vanwege een knieblessure en speelde hij slechts vier wedstrijden voor het eerste elftal in alle competities. In de kwalificatie voor de Champions League bereikte FC Kopenhagen de play-offs en werd daar uitgeschakeld door Rode Ster Belgrado; In de Europa League bereikten de Denen de kwartfinales en werden daar nipt uitgeschakeld door Manchester United. In de competitie moest Nicolai Boilesen met FC Kopenhagen de kampioenstitel afstaan aan FC Midtjylland. In zijn vijfde jaar bij de club keerde hij na een blessure terug in de basisopstelling en werd hij opnieuw ingezet als linksback, hoewel hij soms ook als centrale verdediger werd ingezet. Het Deens kampioenschap werd dit seizoen niet meer gewonnen, want aartsrivaal Brøndby IF pakte de kroon. In het seizoen 2021/22 startte Boilesen met zijn club in de nieuw opgerichte UEFA Europa Conference League en bereikte de kwartfinales van deze competitie , waarin PSV Eindhoven werd uitgeschakeld. In tegenstelling tot de twee voorgaande jaren kon FC Kopenhagen opnieuw de kampioenstitel pakken. Als gevolg hiervan startte Nicolai Boilesen met zijn club in zijn zevende jaar bij de club uit Kopenhagen in de kwalificatie voor de UEFA Champions League en won hij met FC Kopenhagen in de play-offs tegen Trabzonspor. De Denen werden als laatste uitgeschakeld in de groepsfase , maar wisten wel de binnenlandse dubbel te winnen. Door blessures speelde Boilesen slechts tien competitiewedstrijden (waarvan twee in de Champions League).
Aan het einde van het seizoen 2024/25 maakte hij bekend te stoppen met voetballen. Voor FC Kopenhagen speelde Boilesen 187 wedstrijden waarin hij 3 keer scoorde. 

## Clubstatistieken
Beloften
| Seizoen | Club      |                    | Competitie     | Competitie | Competitie |
| Seizoen | Club      | Wed.               | Competitie     | Dlp.       |            |
| ------- | --------- | ------------------ | -------------- | ---------- | ---------- |
| 2013/14 | Jong Ajax | Vlag van Nederland | Eerste divisie | 1          | 0          |
| Totaal  | Totaal    | Totaal             | Totaal         | 1          | 0          |

Bijgewerkt t/m 8 augustus 2013
Senioren
| Seizoen        | Club           | Land                | Competitie     | Competitie | Competitie | Beker | Beker | Internationaal1 | Internationaal1 | Overig2 | Overig2 | Totaal | Totaal |
| Seizoen        | Club           | Land                | Competitie     | Wed.       | Dlp.       | Wed.  | Dlp.  | Wed.            | Dlp.            | Wed.    | Dlp.    | Wed.   | Dlp.   |
| -------------- | -------------- | ------------------- | -------------- | ---------- | ---------- | ----- | ----- | --------------- | --------------- | ------- | ------- | ------ | ------ |
| 2010/11        | AFC Ajax       | Vlag van Nederland  | Eredivisie     | 6          | 0          | 1     | 0     | 0               | 0               | 0       | 0       | 7      | 0      |
| 2011/12        | AFC Ajax       | Vlag van Nederland  | Eredivisie     | 4          | 0          | 0     | 0     | 2               | 0               | 1       | 0       | 7      | 0      |
| 2012/13        | AFC Ajax       | Vlag van Nederland  | Eredivisie     | 0          | 0          | 0     | 0     | 0               | 0               | 0       | 0       | 0      | 0      |
| 2013/14        | AFC Ajax       | Vlag van Nederland  | Eredivisie     | 20         | 1          | 3     | 0     | 4               | 0               | 1       | 0       | 28     | 1      |
| 2014/15        | AFC Ajax       | Vlag van Nederland  | Eredivisie     | 22         | 0          | 0     | 0     | 8               | 0               | 1       | 0       | 31     | 0      |
| 2015/16        | AFC Ajax       | Vlag van Nederland  | Eredivisie     | 0          | 0          | 0     | 0     | 0               | 0               | 0       | 0       | 0      | 0      |
| Clubtotaal     | Clubtotaal     | Clubtotaal          | Clubtotaal     | 52         | 1          | 4     | 0     | 14              | 0               | 3       | 0       | 73     | 1      |
| 2016/2017      | FC Kopenhagen  | Vlag van Denemarken | Superligaen    | 8          | 0          | 3     | 0     | 2               | 0               | 0       | 0       | 13     | 0      |
| 2017/2018      | FC Kopenhagen  | Vlag van Denemarken | Superligaen    | 32         | 1          | 2     | 0     | 7               | 0               | 0       | 0       | 41     | 1      |
| 2018/2019      | FC Kopenhagen  | Vlag van Denemarken | Superligaen    | 27         | 1          | 0     | 0     | 10              | 0               | 0       | 0       | 37     | 0      |
| 2019/2020      | FC Kopenhagen  | Vlag van Denemarken | Superligaen    | 0          | 0          | 2     | 0     | 2               | 0               | 0       | 0       | 4      | 0      |
| 2020/2021      | FC Kopenhagen  | Vlag van Denemarken | Superligaen    | 19         | 1          | 1     | 0     | 0               | 0               | 7       | 0       | 27     | 1      |
| Clubtotaal     | Clubtotaal     | Clubtotaal          | Clubtotaal     | 86         | 3          | 8     | 0     | 21              | 0               | 7       | 0       | 122    | 3      |
| Carrièretotaal | Carrièretotaal | Carrièretotaal      | Carrièretotaal | 138        | 4          | 12    | 0     | 35              | 0               | 10      | 0       | 195    | 4      |

Bijgewerkt t/m 8 juli 2021.

## Interlandcarrière
Jeugdinternational
Boilesen vertegenwoordigde al diverse jeugdelftallen. Nadat hij voor Denemarken U-17 speelde, groeide hij uit tot aanvoerder van het Deens voetbalelftal onder 19. Boilesen nam met Denemarken U21 deel aan de EK-eindronde 2011 in eigen land, waar de ploeg van bondscoach Keld Bordinggaard werd uitgeschakeld in de eerste ronde.
Deens elftal
Op 10 augustus 2011 maakte Boilesen zijn debuut bij het Deense nationale elftal. In een vriendschappelijke wedstrijd tegen Schotland startte hij meteen op de linksbackpositie in de basis. Het duel werd uiteindelijk door de Schotten gewonnen met 2-1. Hij scoorde op 15 november 2013 zijn eerste interlandgoal voor Denemarken, in de vriendschappelijke wedstrijd tegen Noorwegen zorgde hij in de 90e minuut voor de 2-1 overwinning.
In mei 2018 werd hij opgenomen in de voorlopige selectie van 35 man van het Deense nationale team voor het WK 2018 in Rusland, maar hij haalde de definitieve selectie van 23 niet. 
Hij werd genoemd in de 26-koppige Deense selectie voor het UEFA Euro 2020- toernooi, dat in 2021 plaatsvond vanwege de COVID-19-pandemie. Hij mocht dat toernooi een wedstrijd spelen in de achtste finale tegen Wales. Het Deense elftal kwam tot de halve finale waarin Engeland met 2-1 te sterk was.
In totaal speelde Boilesen 20 wedstrijden voor de nationale ploeg waarin hij een keer scoorde.
| Interlands van Nicolai Boilesen voor Denemarken | Interlands van Nicolai Boilesen voor Denemarken | Interlands van Nicolai Boilesen voor Denemarken | Interlands van Nicolai Boilesen voor Denemarken | Interlands van Nicolai Boilesen voor Denemarken | Interlands van Nicolai Boilesen voor Denemarken |
| №                                               | Datum                                           | Wedstrijd                                       | Uitslag                                         | Competitie                                      | Goals                                           |
| Als speler van AFC Ajax                         | Als speler van AFC Ajax                         | Als speler van AFC Ajax                         | Als speler van AFC Ajax                         | Als speler van AFC Ajax                         | Als speler van AFC Ajax                         |
| ----------------------------------------------- | ----------------------------------------------- | ----------------------------------------------- | ----------------------------------------------- | ----------------------------------------------- | ----------------------------------------------- |
| 1.                                              | 10 augustus 2011                                | Schotland – Denemarken                          | 1                                               | Vriendschappelijk                               | 0                                               |
| 2.                                              | 6 september 2011                                | Denemarken – Noorwegen                          | 2 – 0                                           | Kwalificatie EK 2012                            | 0                                               |
| 3.                                              | 14 augustus 2013                                | Polen – Denemarken                              | 3 – 2                                           | Vriendschappelijk                               | 0                                               |
| 4.                                              | 6 september 2013                                | Malta – Denemarken                              | 1 – 2                                           | Kwalificatie WK 2014                            | 0                                               |
| 5.                                              | 10 september 2013                               | Armenië – Denemarken                            | 0 – 1                                           | Kwalificatie WK 2014                            | 0                                               |
| 6.                                              | 11 oktober 2013                                 | Denemarken – Italië                             | 2 – 2                                           | Kwalificatie WK 2014                            | 0                                               |
| 7.                                              | 15 november 2013                                | Denemarken – Noorwegen                          | 2 – 1                                           | Vriendschappelijk                               | 1                                               |
| 8.                                              | 3 september 2014                                | Denemarken – Turkije                            | 1 – 2                                           | Vriendschappelijk                               | 0                                               |
| 9.                                              | 7 september 2014                                | Denemarken – Armenië                            | 2 – 1                                           | Kwalificatie EK 2016                            | 0                                               |
| 10.                                             | 11 oktober 2014                                 | Albanië – Denemarken                            | 1 – 1                                           | Kwalificatie EK 2016                            | 0                                               |
| 11.                                             | 14 oktober 2014                                 | Denemarken – Portugal                           | 0 – 1                                           | Kwalificatie EK 2016                            | 0                                               |
| 12.                                             | 14 november 2014                                | Servië – Denemarken                             | 1 – 3                                           | Kwalificatie EK 2016                            | 0                                               |
| 13.                                             | 18 november 2014                                | Roemenië – Denemarken                           | 2 – 0                                           | Vriendschappelijk                               | 0                                               |
| 14.                                             | 25 maart 2015                                   | Denemarken – Verenigde Staten                   | 3 – 2                                           | Vriendschappelijk                               | 0                                               |
| 15.                                             | 29 maart 2015                                   | Frankrijk – Denemarken                          | 2 – 0                                           | Vriendschappelijk                               | 0                                               |

Bijgewerkt t/m 29 maart 2015

## Erelijst
Ajax
| Competitie           | Aantal | Jaren                              |
| -------------------- | ------ | ---------------------------------- |
| Eredivisie           | 4x     | 2010/11, 2011/12, 2012/13, 2013/14 |
| Nederlandse Supercup | 1x     | 2013                               |

 FC Kopenhagen
| Competitie          | Aantal | Jaren                                      |
| ------------------- | ------ | ------------------------------------------ |
| Superligaen         | 4x     | 2016/2017, 2018/2019, 2021/2022, 2022/2023 |
| Landspokalturnering | 1x     |                                            |

Individueel
| Prijs                         | Aantal | Jaren |
| ----------------------------- | ------ | ----- |
| Denemarken                    |        |       |
| Deens Talent van het Jaar     | 1x     | 2011  |
| Deens Årets Talent U/21       | 1x     | 2011  |
| Deens Voetballer van het jaar | 1x     | 2012  |

## Trivia
- De vader van Boilesen, Kenny Boilesen, is tevens zijn zaakwaarnemer.